# 佐々木由香利
佐々木 由香利（ささき ゆかり）は、日本の女性ボーカリスト。

## プロフィール
岩手県北上市出身。5オクターブの音域でスタンダードジャズ、絵本の読み聞かせ、落語噺、ダンサーとの共演など幅広い表現力でパフォーマンスするシンガー。2010年夏、北上市の事業で、自ら歌う「北上夜曲」を用い、若者に地元の魅力を伝えるPR映像を製作。成人式・卒業式・各イベントで上映し、新聞各社に取り上げられる。同年秋、IBC岩手放送×NTTドコモ岩手コラボ企画iコンシェルキャンペーンソング「あなたにアクセス」がダウンロード＆問い合わせが殺到しCD発表。また、ライブでのMCや親しみやすいキャラクターから、ラジオDJやナレーション、司会、CMソング、講師、イメージキャラクターなど多岐にわたる活動をしている。2011年3月11日東日本大震災以降、ボランティア活動やチャリティイベントなど積極的に行い、IBCラジオ番組『佐々木由香利の絆いわてふるさとは負けない』を立ち上げ、自ら足を運んだ被災地から生の声を届ける。8月、楽天×ソフトバンクの試合で国歌斉唱を担当。岩手全12アーティストによる復興メッセージソング「もう一度…ふるさとにて」参加。徳間ジャパンより9月全国発売される。

同じ北上出身のマンドリンシンガー清心（きよみ）は中学生時代の先輩で、IBCラジオ「こちら志家町6-1」にも清心が出演した事がある。

## 出演

### 過去のラジオレギュラー番組
- ふるさとは負けない（IBCラジオ・毎週土曜 20:55 - 21:00）
- JAZZのソムリエ（IBCラジオ・毎週月曜 18:30 - 19:00）
- ゆかり セレクト JAZZ（IBCラジオ・毎週土曜 20:45 - 21:00）
- ゆかり セレクト なう!!（IBCラジオ）
- こちら志家町6-1（IBCラジオ・毎週土曜 21:00 - 22:00）
- スタジオさくらーと（エフエム岩手・毎週金曜 19:30 - 19:55）

## 主なCMソング・番組テーマソング
- 「じゃじゃじゃTV」テーマソング（IBCテレビ・毎週土曜9:25 - 11:30）
- NTT Docomo&IBC連携モバイルコンテンツ「IBC iスケジュール」キャンペーンソング「あなたにアクセス」（2010年12月24日CD発売、税込1,000円）
- 秋田県おしゃれ館「アルス」テーマソング
- パチンコジャムフレンドグループCMソング
- 広田薬品CMナレーション
- ホテルルイズCMナレーション
- 災害時のこころのケアDVD全国版ナレーション
- cp STYLE@岩手イメージキャラクター、ナレーション